# De Havilland DH.110 Sea Vixen
Де Хэвилленд DH.110 «Морская Лисица» (англ. de Havilland DH.110 Sea Vixen) — британский двухместный палубный истребитель. Совершил первый полёт 26 сентября 1951 года. 
Состоял на вооружении авиации Королевских ВМС в 1959—1972 гг. Всего построено 145 машин. 
«Морская Лисица» известен как первый британский боевой самолёт, не имевший курсового пушечно-пулёметного вооружения.

## Тактико-технические характеристики

Схема самолёта Sea Vixen FAW.2

### Технические характеристики
- Экипаж: 2 человека
- Длина: 16,94 м
- Размах крыла: 15,54 м
- Высота: 3,28 м
- Площадь крыла: 60,2 м²
- Масса пустого: 12 680 кг
- Масса снаряжённого: 18 860 кг
- Двигатель: Роллс-Ройс «Эйвон» Mk.208 (2×50 кН)

### Лётные характеристики
- Максимальная скорость у земли: 1110 км/ч
- Дальность полёта: 1270 км
- Практический потолок: 15 000 м
- Скороподъёмность: 46 м/с (2760 м/мин)
- Удельная нагрузка на крыло: 313 кг/м²
- Тяговооружённость: 0,54

### Вооружение
- Пушки: Нет
- Неуправляемые ракеты: 4 × ПУ Matra с 18 × 68 мм НУРC SNEB
- Управляемые ракеты: 4 × УР «воздух—воздух» «Рэд Топ» или «Файрстрик»
- Бомбы: 2×230 кг